# 인터루킨 36
인터루킨 36(Interleukin 36) 또는 IL-36은 염증 유발 효과가있는 IL-1 패밀리의 사이토카인이다. 염증성 질환에서 IL-36의 역할은 현재 연구 중이다.
다양한 친화력으로 IL-36 수용체 (IL1RL2/IL-1Rrp2/IL-36 수용체 이량체)에 결합하는 IL-36 계열의 4가지 구성원이 있다. IL36A, IL36B 및 IL36G는 IL-36 수용체 작용제이다. IL36RA는 IL-36R 신호 전달을 억제하는 IL-36 수용체 길항제이다. 작용제는 다양한 전 염증성 매개체를 유도하기 위해 NF-κB 및 미토겐-활성화 단백질 키나제를 활성화 시키는 것으로 알려져있다. IL-1Rp2에 대한 IL-36R 작용제의 결합은 신호 전달 경로를 활성화시켜 IL-1RAcP를 동원한다. IL-36Ra는 IL-36R에 결합하여 IL-1RAcP의 동원을 방지한다.
T 세포 증식 및 IL-2의 방출을 활성화시키는 것으로 밝혀졌다. IL-36 사이토카인의 기능이 결정되기 전에, 이들은 IL-1F의 유도체로 명명되었다; 그것들은 2010년에 현재 명칭으로 명칭이 변경되었다. IL-36 사이토카인을 암호화하는 유전자는 염색체 2q13에서 발견된다.
주로 상피조직에서 발현됨으로 인해, IL-36 사이토카인은 피부 질환, 특히 건선(psoriasis)의 발병에 중요한 역할을하는 것으로 여겨진다. IL-36은 또한 건선성 관절염, 전신성 홍반성 루푸스, 염증성 장 질환, 궤양성 대장염, 크론병 및 쇼그렌 증후군과 관련이 있다.
IL-36은 N-말단이 절단되어야 활성화되지만,이를 담당하는 효소는 알려져 있지 않다.
IL-36은 다양한 세포에서 발현하지만, 특히 각질 세포, 호흡기 상피, 다양한 신경 조직 및 단핵구에 많이 발현된다.